# グルミ郡
グルミ郡(グルミぐん、ネパール語：गुल्मी जिल्ला)は、ネパール西部のルンビニ州の郡。
郡都はタムガス。
2021年国勢調査の人口は24万6836人。
面積は1149km²。 
かつて、二四諸国のグルミ王国が存在した。